# COVID-19-Pandemie in Armenien
Die COVID-19-Pandemie in Armenien tritt als regionales Teilgeschehen des weltweiten Ausbruchs der Atemwegserkrankung COVID-19 auf und beruht auf Infektionen mit dem Ende 2019 neu aufgetretenen Virus SARS-CoV-2 aus der Familie der Coronaviren. Die COVID-19-Pandemie breitet sich seit Dezember 2019 von China ausgehend aus. Ab dem 11. März 2020 stufte die Weltgesundheitsorganisation (WHO) das Ausbruchsgeschehen des neuartigen Coronavirus als Pandemie ein. Am 1. März 2020 wurde der erste COVID-19-Fall in Armenien bestätigt. In den WHO-Situationsberichten tauchte dieser Fall erstmals am 2. März 2020 auf. Am 26. März 2020 gab das armenische Gesundheitsministerium den ersten Todesfall des Landes durch COVID-19 bekannt.
Am 16. März 2020 erklärte die Regierung einen Ausnahmezustand, um die Ausbreitung des Coronavirus zu verhindern. Zu den Sofortmaßnahmen gehörten die Schließung aller Bildungseinrichtungen, die Schließung der Grenzen zu Georgien und Iran, das Verbot von Versammlungen mit mehr als 20 Personen und die Verschiebung eines armenischen Verfassungsreferendums. Am 4. Mai wurde die nationale Ausgangssperre teilweise aufgehoben und nicht lebensnotwendige Geschäfte durften wiedereröffnen, vorausgesetzt, die Kunden trugen Masken und die Geschäfte sowie Restaurants begrenzten die Kundenanzahl. Ab dem 18. Mai 2020 durften einzelne Schulen, Einkaufszentren und Fitnessstudios wieder öffnen und der öffentliche Verkehr wurde wieder aufgenommen.
Im Juli 2021 kündigte der armenische Gesundheitsminister Anahit Avanesian an, dass Armenien 300.000 Dosen des Novavax- und 50.000 Dosen des Janssen-Impfstoffs kaufte. Armenien versorgte die Menschen – Armeniern und Nicht-Armeniern gleichermaßen – kostenlos mit Impfstoffen. Dies ermutigte auch viele Iraner, nach Armenien zu reisen, um sich impfen zu lassen, woraufhin Armenien Impfbeschränkungen für Gebietsfremde auferlegte.

## Statistik
Die Fallzahlen entwickelten sich während der COVID-19-Pandemie in Armenien wie folgt:

### Infektionen

Bestätigte Infizierte in Armenien nach Daten der WHO. Oben kumuliert, unten Tageswerte

### Todesfälle

Bestätigte Todesfälle in Armenien nach Daten der WHO. Oben kumuliert, unten Tageswerte